# Pfettisheim
Pfettisheim est une ancienne commune française située dans le département du Bas-Rhin, en région Grand Est.
Cette commune se trouve dans la région historique et culturelle d'Alsace.
Le 1er janvier 2016, elle est devenue commune déléguée de la nouvelle commune de Truchtersheim.

## Histoire
Les travaux d'archéologie préventive liés à la création du Grand Contournement de Strasbourg ont mis au jour sur le territoire une série de vestiges, présentés au public lors de l'exposition Un passé incontournable en 2025-2026.

Découvertes archéologiques
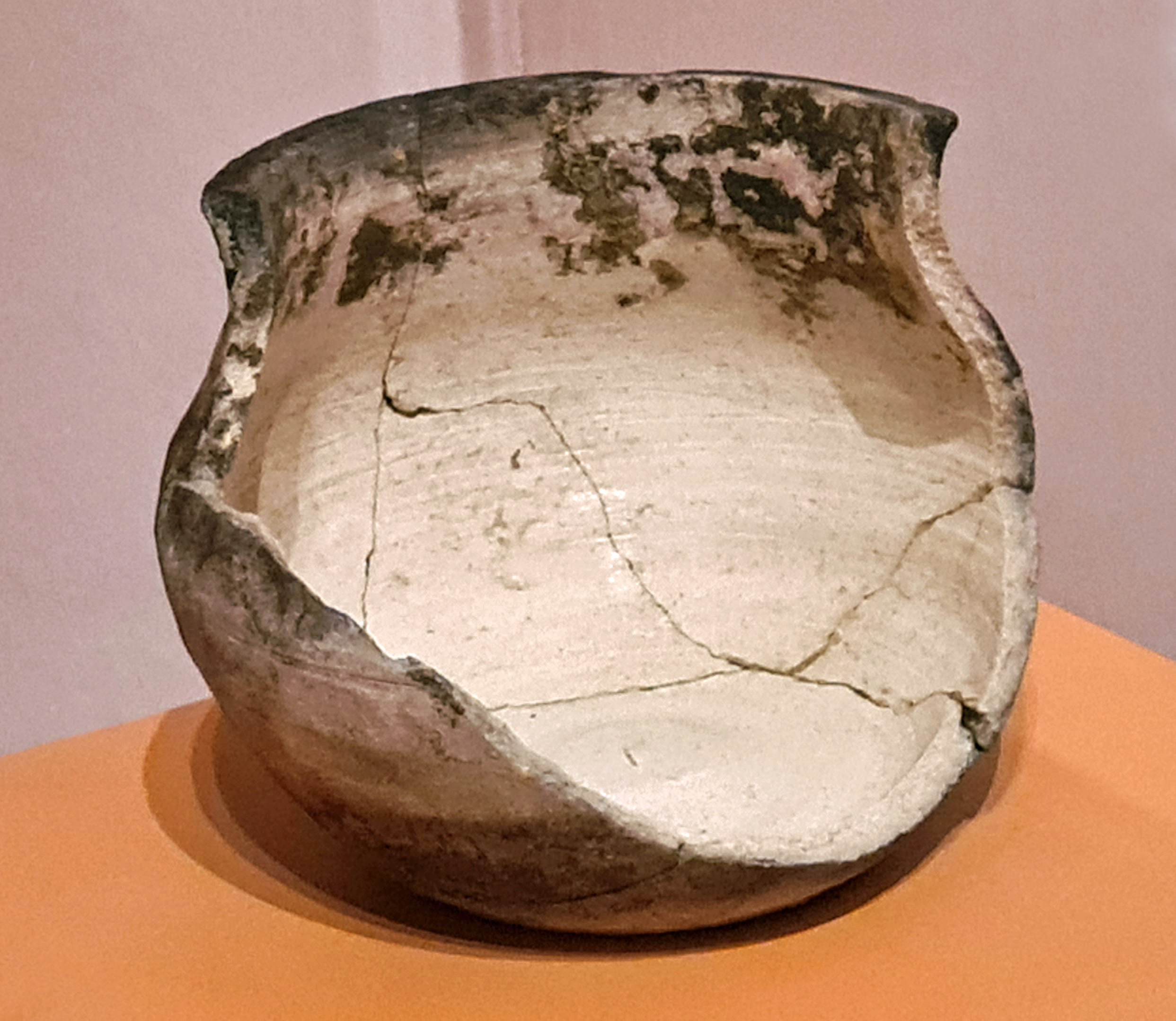
Pot avec traces de colorant rose (haut Moyen Âge).
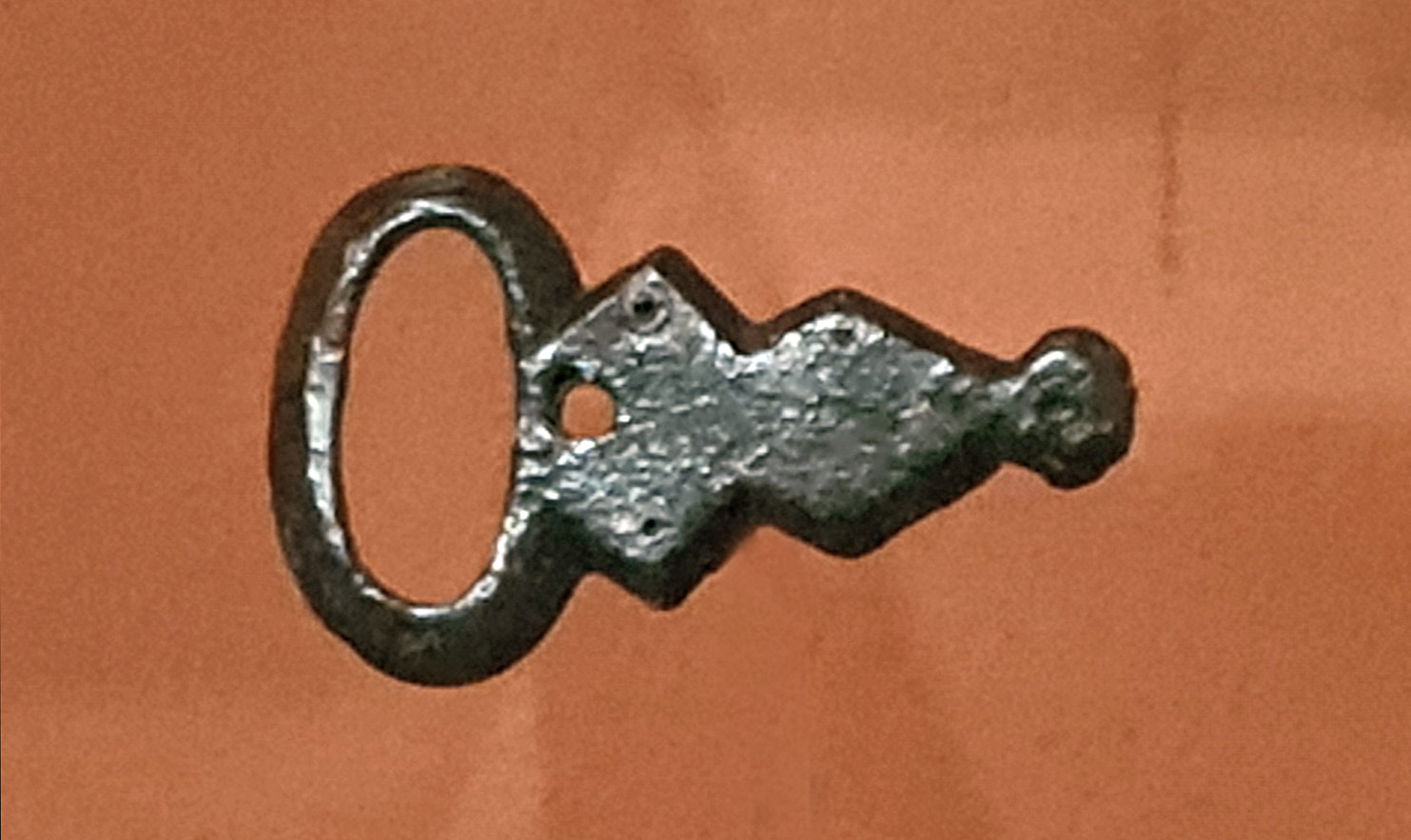
Plaque-boucle amovible (haut Moyen Âge).
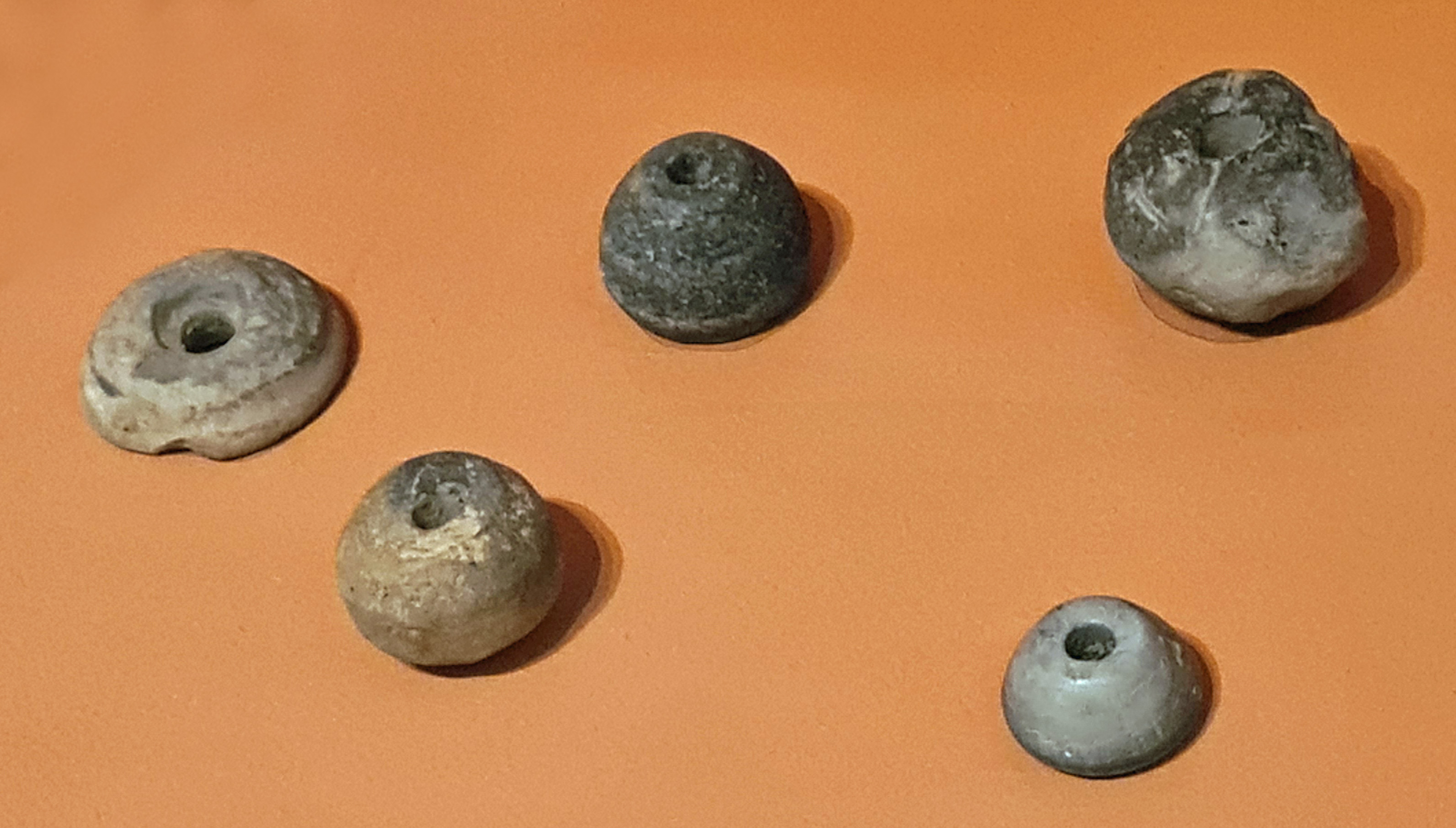
Fusaïoles (haut Moyen Âge).

### Héraldique
| Blason de Pfettisheim | Blason  | D'argent à la tenaille de sable, mi-ouverte posée en pal. |
| Blason de Pfettisheim | Détails |                                                           |

## Politique et administration
| Période                                  | Période       | Identité      | Étiquette | Qualité                       |
| ---------------------------------------- | ------------- | ------------- | --------- | ----------------------------- |
| Les données manquantes sont à compléter. |               |               |           |                               |
| ?                                        | ?             | Joseph Kuhn   |           |                               |
| ?                                        | mars 2001     | Joseph Daul   | UMP       |                               |
| mars 2001                                | mars 2014     | Angèle Panter |           |                               |
| mars 2014                                | décembre 2016 | Luc Huber     |           | Professeur d'électrotechnique |

## Démographie
L'évolution du nombre d'habitants est connue à travers les recensements de la population effectués dans la commune depuis 1793. À partir du 1er janvier 2009, les populations légales des communes sont publiées annuellement dans le cadre d'un recensement qui repose désormais sur une collecte d'information annuelle, concernant successivement tous les territoires communaux au cours d'une période de cinq ans. 
Pour les communes de moins de 10 000 habitants, une enquête de recensement portant sur toute la population est réalisée tous les cinq ans, les populations légales des années intermédiaires étant quant à elles estimées par interpolation ou extrapolation. Pour la commune, le premier recensement exhaustif entrant dans le cadre du nouveau dispositif a été réalisé en 2008,.
En 2013, la commune comptait 804 habitants, en évolution de +0,75 % par rapport à 2008 (Bas-Rhin : +1,68 %, France hors Mayotte : +2,49 %).
| 1793 | 1800 | 1806 | 1821 | 1831 | 1836 | 1841 | 1846 | 1851 |
| ---- | ---- | ---- | ---- | ---- | ---- | ---- | ---- | ---- |
| 304  | 262  | 332  | 313  | 322  | 367  | 360  | 363  | 359  |

| 1856 | 1861 | 1866 | 1871 | 1875 | 1880 | 1885 | 1890 | 1895 |
| ---- | ---- | ---- | ---- | ---- | ---- | ---- | ---- | ---- |
| 363  | 365  | 391  | 408  | 403  | 395  | 368  | 346  | 337  |

| 1900 | 1905 | 1910 | 1921 | 1926 | 1931 | 1936 | 1946 | 1954 |
| ---- | ---- | ---- | ---- | ---- | ---- | ---- | ---- | ---- |
| 361  | 393  | 377  | 375  | 414  | 369  | 373  | 342  | 345  |

| 1962 | 1968 | 1975 | 1982 | 1990 | 1999 | 2008 | 2013 | - |
| ---- | ---- | ---- | ---- | ---- | ---- | ---- | ---- | - |
| 334  | 325  | 441  | 668  | 789  | 752  | 798  | 804  | - |

## Lieux et monuments
- Église Saint-Symphorien[8].

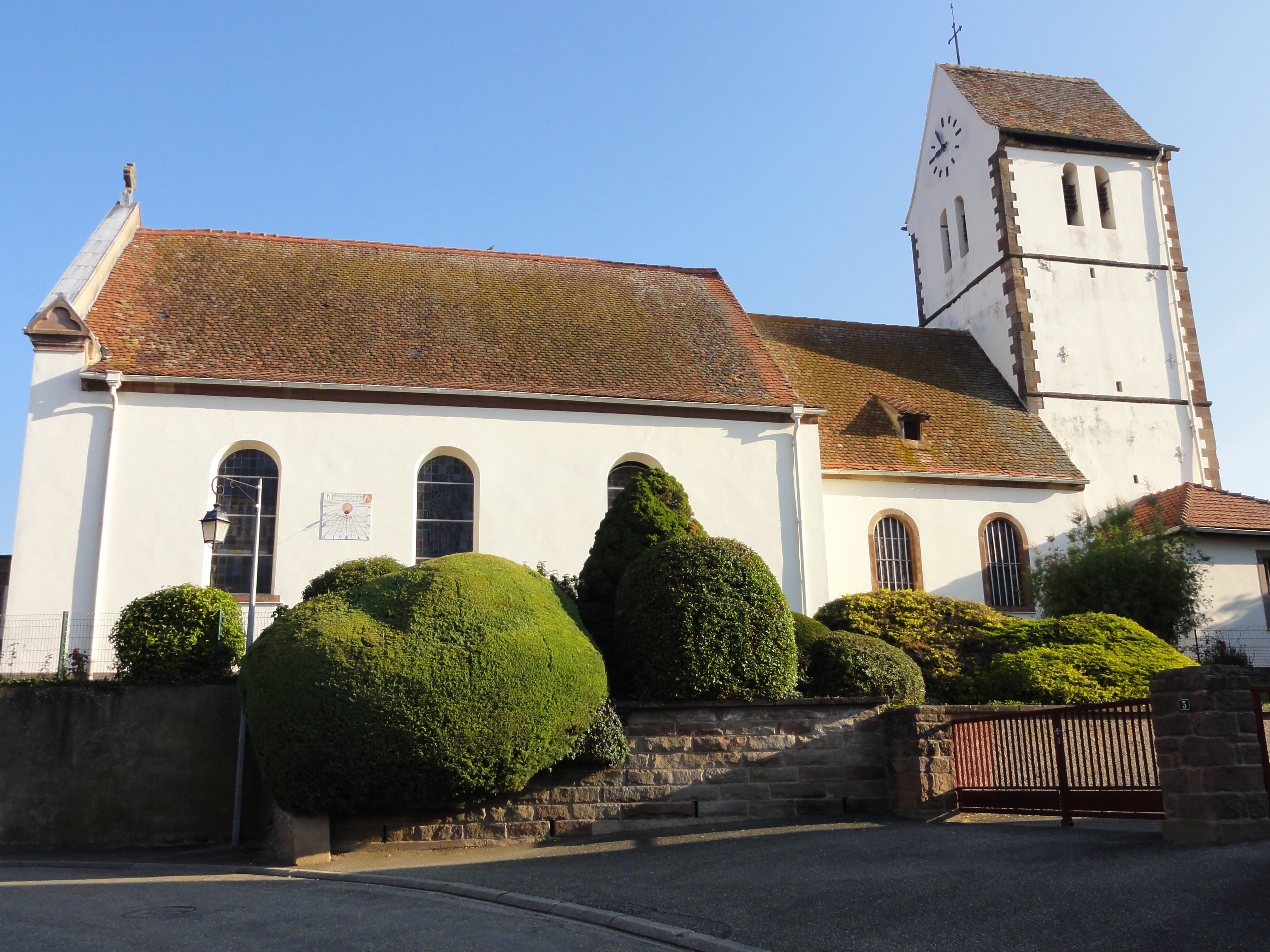
Église Saint-Symphorien.
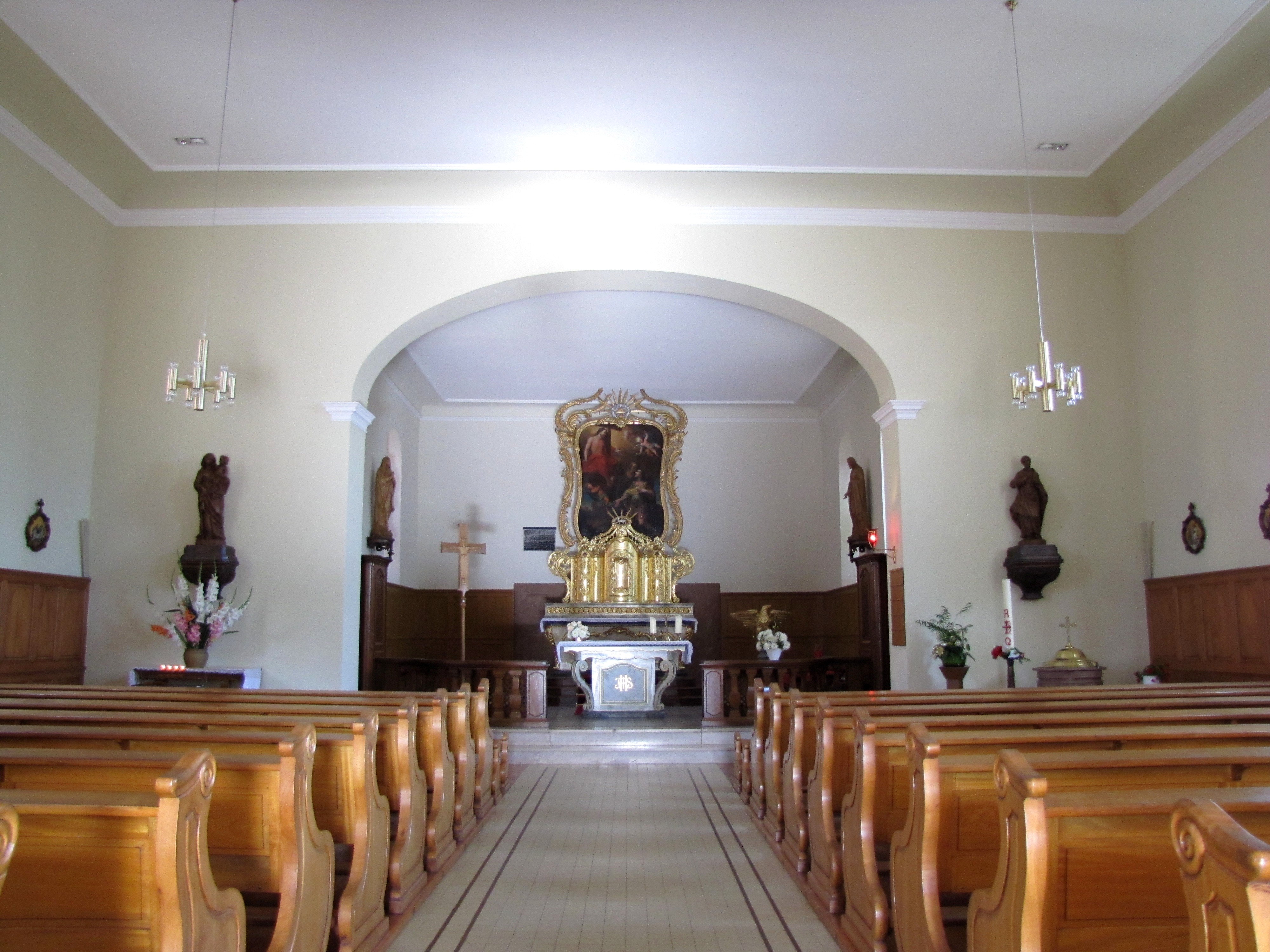
Vue intérieure de la nef vers le chœur.
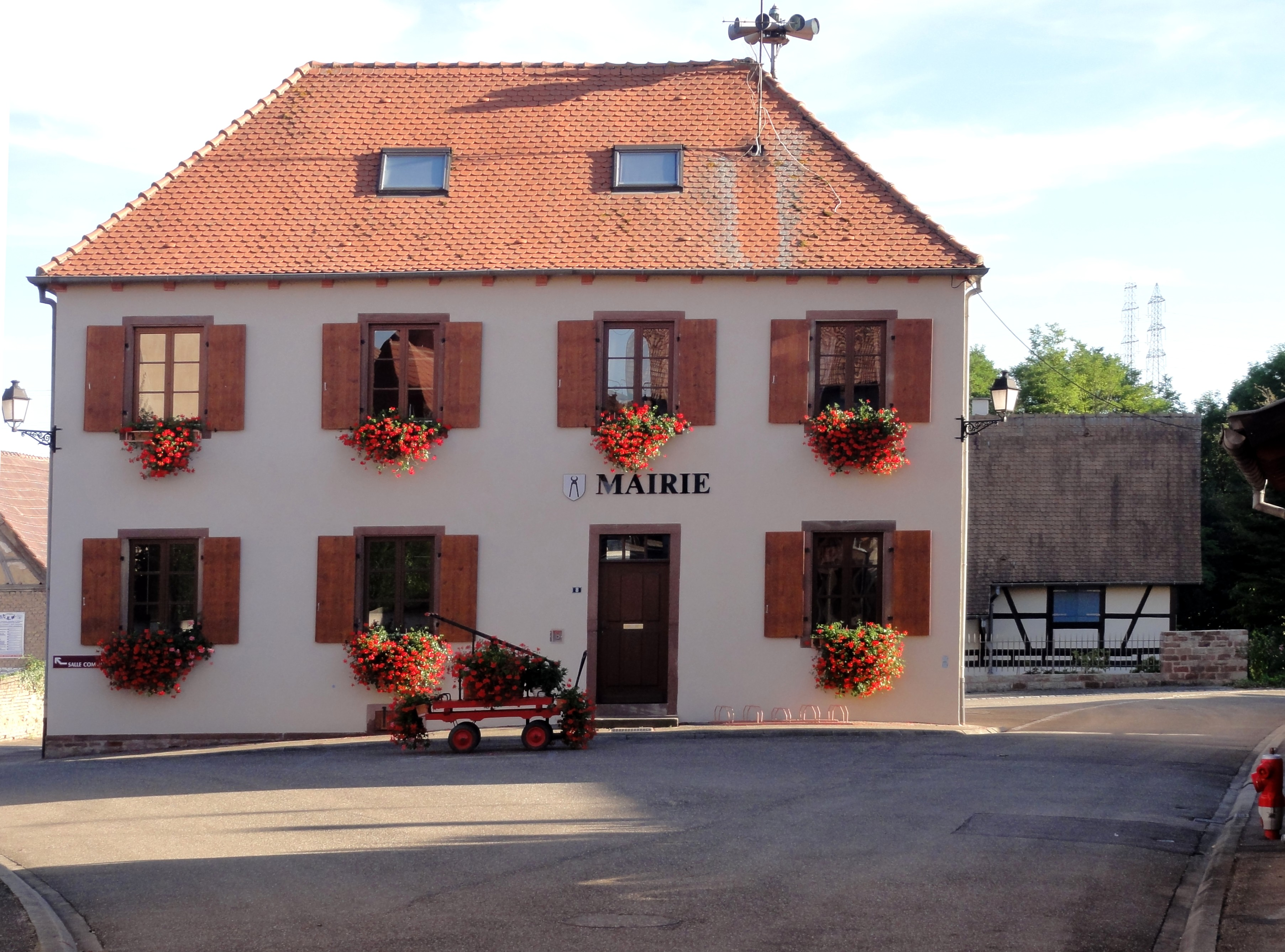
Mairie de Pfettisheim.
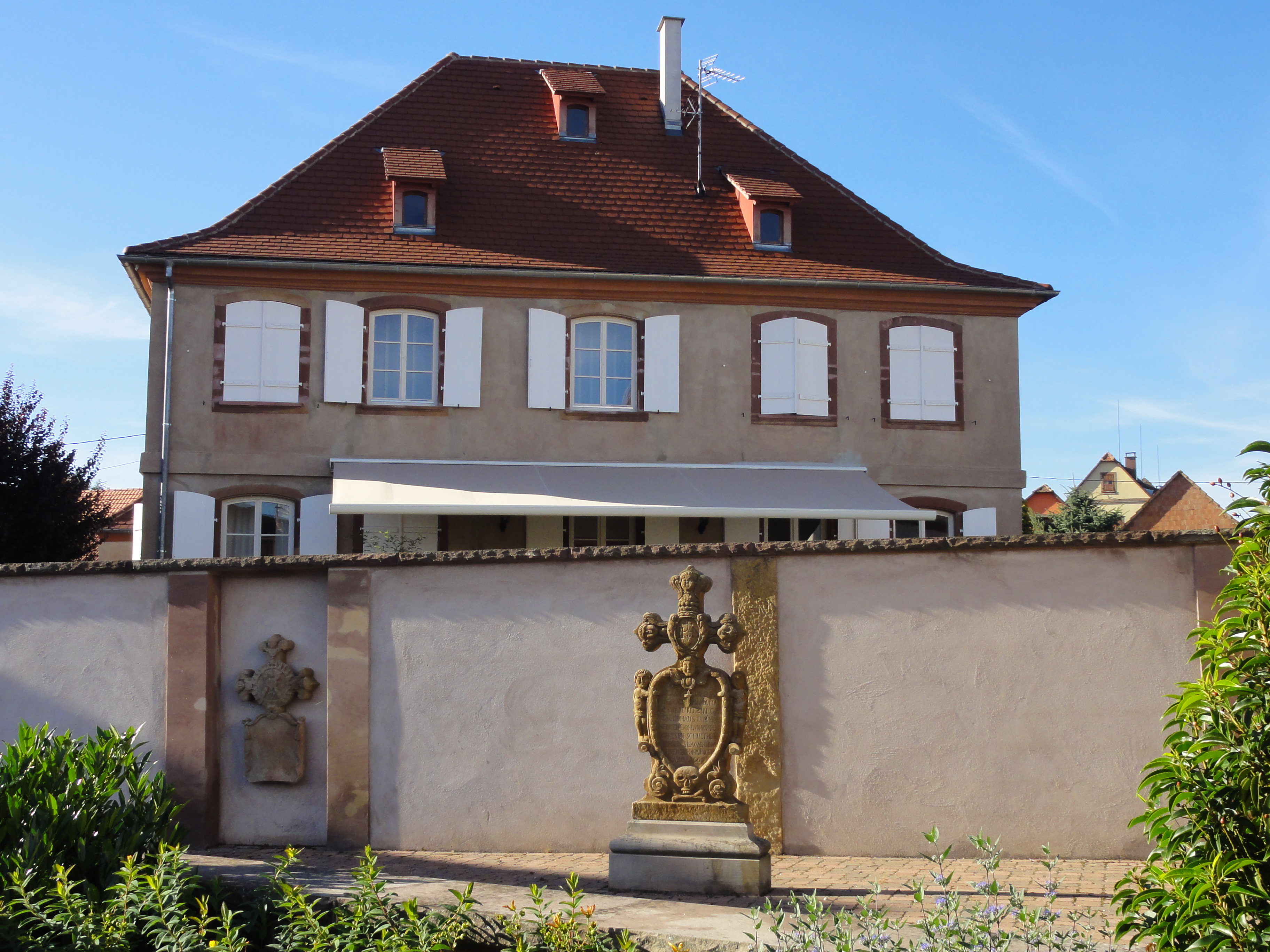
Presbytère.
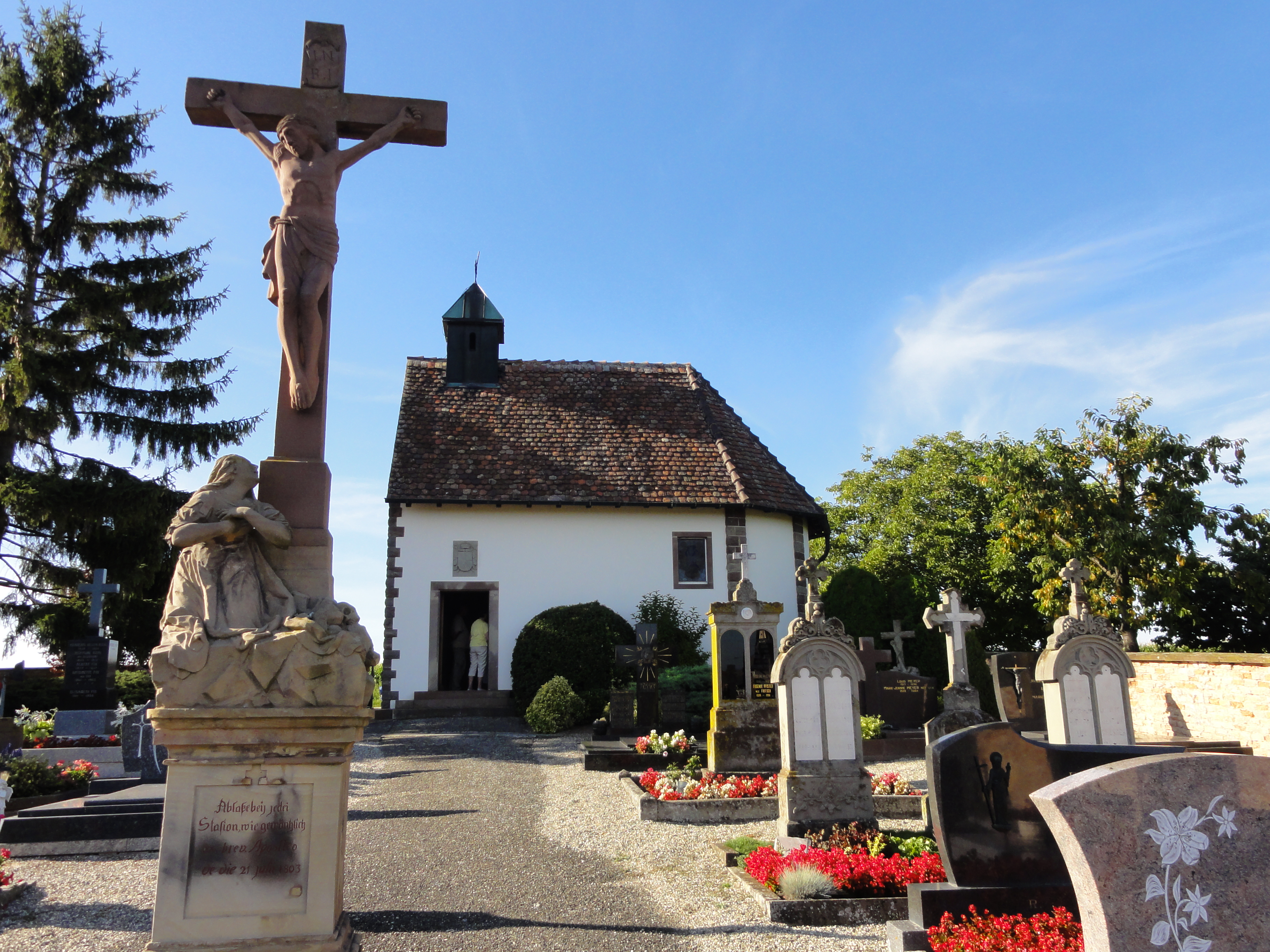
Chapelle de la Trinité.

## Personnalités liées à la commune
- Joseph Daul, ancien maire, président du Parti Populaire Européen.